# ご当地ソング
ご当地ソング（ごとうちソング）は、主に日本の歌謡曲・ポピュラー音楽や演歌・民謡のジャンルで、タイトルや歌詞に都市名・地方名や各地方の風習・文化・地形に関する事柄などを取り入れることで、地方色や郷愁などを前面に打ち出した楽曲である。
「ご当地ソング」という言葉は、美川憲一の『柳ヶ瀬ブルース』（1966年）が評判になり始めた頃、発売元のクラウンレコード（日本クラウン）の宣伝担当者が使い出して広まったとされる。これより少し早い1965年発表のデューク・エイセスのヒット曲『女ひとり』は、「ご当地ソングの先がけ」ともいわれる。大正後半から昭和期にかけての流行歌の1ジャンルである新民謡も、遡ってご当地ソングと言われることがある。
2000年代以降、駅の発車メロディにおいて、その地域の文物や情感を詠み込んだご当地ソングが鉄道会社に採用されるケースが増加し（いわゆる“ご当地発車メロディ”）、過去のご当地ソングが再び脚光を浴びるきっかけともなっている。（発車メロディの項参照）

## 概説
ご当地ソングは、主に下記分類の各要素を取り入れて作られている。
地名
- 地方、国名（みちのく、瀬戸、奥飛騨など）
- 都市名（札幌、横浜、大阪など）
- 都市内の地名（銀座、赤坂、六本木など）
- 名所、街路名など（襟裳岬、青葉城、御堂筋など）

地形
- 山・川・平野・岬・海岸・港湾など

鉄道関連
- 駅名・路線名など（上野駅、函館本線など）

名物
- 特産品・名産品・ご当地グルメ・ご当地キャラなど

## 日本の主な「ご当地ソング」

### 北海道地方
- 『イヨマンテの夜』：伊藤久男
- 『大空と大地の中で』：松山千春
- 『氷雪原野』：都はるみ[3]
- 札幌市
  - 『恋の町札幌』：石原裕次郎
  - 『好きですサッポロ』：森雄二とサザンクロス
- 小樽市
  - 『小樽のひとよ』：鶴岡雅義と東京ロマンチカ
  - 『小樽運河』：都はるみ[3]
- 函館市…『函館の女』：北島三郎
- 旭川市…『旭川の女』：藤圭子（さいはての女 収録）
- 立待岬…『立待岬』：森昌子
- 釧路市…『釧路の夜』：美川憲一
- 釧路湿原…『釧路湿原』：水森かおり[4]
- 摩周湖…『霧の摩周湖』：布施明
- 阿寒湖…『湖の祈り』：小柳ルミ子
- 知床半島…『知床旅情』：森繁久彌、加藤登紀子
- 北方領土…『オホーツクの舟唄』：森繁久彌、倍賞千恵子
- 襟裳岬
  - 『襟裳岬』：島倉千代子
  - 『襟裳岬』：森進一、吉田拓郎
- 支笏湖…『水に咲く花・支笏湖へ』：水森かおり[5]
- 風蓮湖…『風蓮湖』：山内惠介
- 函館本線・石狩平野…『函館本線』：山川豊
- 釧路市・函館市・小樽市…『北の旅人』：石原裕次郎

### 東北地方
- 『北国の春』：千昌夫
- 『みちのく小唄』：藤圭子
- 『みちのくひとり旅』：山本譲二

青森県
- 『リンゴ追分』：美空ひばり
- 『津軽のふるさと』：美空ひばり
- 『津軽平野』：吉幾三、千昌夫
- 津軽地方…『津軽恋女』：新沼謙治
- 津軽海峡・青森駅・竜飛崎…『津軽海峡・冬景色』：石川さゆり
- 岩木山…『帰ってこいよ』：松村和子

青森県・秋田県
- 『五能線』：水森かおり

秋田県
- 『RUN RUN与次郎』：石田洋介

山形県
- 『庄内平野 風の中』：水森かおり

岩手県
- 盛岡市
  - 『盛岡ブルース』：青江三奈
  - 『緑の町に舞い降りて -Ode of Morioka-』：松任谷由実
- 北上市…『北上夜曲』：ダークダックス、和田弘とマヒナスターズ

宮城県
- 『松島紀行』：水森かおり
- 仙台市
  - 『青葉城恋唄』[6]：さとう宗幸[7]、ダークダックス
  - 『ミス仙台』：二葉あき子、（二代目）コロムビア・ローズ、島倉千代子
  - 『広瀬川旅情』：都はるみ[8]
  - 『はじめまして仙台』：サザン・クロス[8]
  - 『仙台で愛ましょう』：あんべ光俊、吉田鮎子、たまごファーム
- 仙台市…『ぶんちょう恋物語（ラブ・ストーリー）』：工藤綾乃

福島県
- いわき市・塩屋埼灯台…『みだれ髪/塩屋岬』：美空ひばり

### 関東地方
茨城県
- 筑波山…『筑波山麓合唱団』：デューク・エイセス
- 潮来市…『潮来笠』：橋幸夫

栃木県
- 足利市…『渡良瀬橋』：森高千里[9]

群馬県
- 上州（草津・伊香保・万座・水上）…『いい湯だな』：デューク・エイセス
- 赤城山… 『赤城の子守唄』：東海林太郎

埼玉県
- 『なぜか埼玉』：さいたまんぞう[10]
- 加須市…『ふる里』：ピンキッシュ[11]
- 羽生市…『Hello!Hanyu☆Hanyu』：石田洋介・さくまひでき
- 志木市…『カパカパ!shiki city』：石田洋介

千葉県
- 成田国際空港…『北ウイング』：中森明菜
- 九十九里浜…『想い出の九十九里浜』：Mi-Ke
- 御宿町…『月の沙漠』：松島詩子（柳井はるみ）
- 松戸市…『矢切の渡し』：ちあきなおみ、細川たかし

東京都

東京都全般・各地
- 『東京行進曲』：佐藤千夜子
- 『東京ラプソディ』：藤山一郎
- 『東京ブギウギ』：笠置シヅ子
- 『東京キッド』：美空ひばり
- 『東京だョおっ母さん』：島倉千代子
- 『ラブユー東京』：黒沢明とロス・プリモス
- 『東京の女』：ザ・ピーナッツ
- 『東京砂漠』：内山田洋とクール・ファイブ
- 『東京ららばい』：中原理恵
- 『別れても好きな人』：ロス・インディオス&シルヴィア
- 『TOKIO』：沢田研二
- 『Tokyo』：井上陽水
- 『東京めぐり愛』：石川さゆり&琴風豪規
- 『東京は夜の七時』：ピチカート・ファイヴ
- 『東京VICTORY』：サザンオールスターズ

東京都区部
- 神田・浅草…『お祭りマンボ』：美空ひばり
- 有楽町…『有楽町で逢いましょう』：フランク永井
- 銀座
  - 『銀座カンカン娘』：高峰秀子
  - 『銀座の恋の物語』：石原裕次郎&牧村旬子
  - 『二人の銀座』：ザ・ベンチャーズ、和泉雅子&山内賢

- 赤坂
  - 『赤坂の夜は更けて』：西田佐知子
  - 『コモエスタ赤坂』：ロス・インディオス

- 九段下… 『大きな玉ねぎの下で 〜はるかなる想い』：爆風スランプ
- 六本木
  - 『六本木心中』：アン・ルイス
  - 『六本木純情派』：荻野目洋子

- 西麻布…『雨の西麻布』：とんねるず
- 新宿
  - 『新宿の女』：藤圭子
  - 『なみだ恋』：八代亜紀
  - 『新宿・みなと町』：森進一

- 湯島…『無縁坂』：グレープ
- 上野駅…『あゝ上野駅』：井沢八郎
- 山谷…『山谷ブルース』：岡林信康
- 田園調布…『桜坂』：福山雅治
- 渋谷…『渋谷で5時』：鈴木雅之&菊池桃子
- 原宿…『原宿キッス』：田原俊彦
- 池袋…『池袋の夜』：青江三奈
- 乃木坂…『メランコリー』：梓みちよ、吉田拓郎
- 晴海…『埠頭を渡る風』：松任谷由実
- 蒲田…『蒲田行進曲』（原曲は“放浪者の歌”）:松坂慶子、風間杜夫、平田満
- 世田谷…『世田谷ラブストーリー』：back number
- 神田川 …『神田川』：南こうせつとかぐや姫
- 柴又
  - 『矢切の渡し』：ちあきなおみ、細川たかし
  - 『男はつらいよ』：渥美清

東京都多摩地域・島嶼部
- 調布市・府中市近辺…『中央フリーウェイ』：荒井由実、庄野真代、ハイ・ファイ・セットなど
- 伊豆大島…『アンコ椿は恋の花』：都はるみ
- 小笠原諸島…『大切なもの』：okei
- 武蔵野…『むさし野詩人』：野口五郎

神奈川県
- 横浜市
  - 『ブルー・ライト・ヨコハマ』[6]：いしだあゆみ
  - 『よこはま・たそがれ』：五木ひろし
  - 『大横浜音頭』：都はるみ[12]
  - 『追いかけてヨコハマ』：桜田淳子、中島みゆき
  - 『ドール』：太田裕美
  - 『愛してます』：河合奈保子
  - 『ヨコハマ・チーク』：近藤真彦
  - 『恋人も濡れる街角』：中村雅俊
  - 『待ちくたびれてヨコハマ』：柏原芳恵
  - 『LOVE AFFAIR〜秘密のデート〜』『シャ・ラ・ラ』：サザンオールスターズ
  - 『ふりむけばヨコハマ』：マルシア
  - 横浜マリンタワー…『マリンタワーで逢いましょう/哀愁のヨコハマ・ボレロ』：田代京子[12]
  - 伊勢佐木町…『伊勢佐木町ブルース』：青江三奈
  - 桜木町…『桜木町』：ゆず
- 横須賀市
  - 『横須賀ストーリー』：山口百恵
  - 『そんなヒロシに騙されて』：サザンオールスターズ、高田みづえ、ジューシィ・フルーツ
- 横浜市・横須賀市…『港のヨーコ・ヨコハマ・ヨコスカ』：ダウン・タウン・ブギウギ・バンド
- 三浦半島…『岬めぐり』：山本コウタローとウィークエンド
- 鎌倉市…『鎌倉物語』：サザンオールスターズ
- 湘南
  - 『湾岸太陽族』：荻野目洋子
  - 『湘南ハートブレイク』：荻野目洋子
  - 『あー夏休み』：TUBE
  - 『湘南My Love』：TUBE
  - 『Bye Bye My Love（U are the one）』：サザンオールスターズ
  - 江の島… 『夏をあきらめて』：サザンオールスターズ、研ナオコ
  - 茅ヶ崎市・江の島…『勝手にシンドバッド』：サザンオールスターズ
  - 茅ヶ崎市・姥島…『チャコの海岸物語』：サザンオールスターズ
- 海老名市…『SAKURA』：いきものがかり
- 箱根町…『箱根八里の半次郎』：氷川きよし

### 中部地方
新潟県
- 新潟県・越後…『雪椿』：小林幸子
- 新潟市…『新潟ブルース』：美川憲一、ロス・プリモス
- 燕市（旧：吉田町）:『吉田町の唄』：吉田拓郎
- 湯沢町（越後湯沢）
  - 『湯沢旅情』：加山雄三
  - 『湯沢の女』：美川憲一
- 佐渡島（佐渡市）…『ひばりの佐渡情話』：美空ひばり
- 阿賀野市（旧：水原町）…『越後水原』：水森かおり

富山県
- 富山市
  - 『風の盆恋歌』：石川さゆり
  - 桜木町…『桜木町ブルース』：美川憲一
  - 八尾町…『ひとり風の盆』：森山愛子[13]
- 五箇山…『はぐれコキリコ』：成世昌平
- 氷見市…『氷見の雪』：原田悠里
- 黒部市（宇奈月）…『宇奈月の夜』：美川憲一
- 魚津市
  - 『蜃気楼』：水森かおり
  - 『魚津海岸』：氷川きよし

石川県
- 金沢市
  - 『加賀の女』[6]：北島三郎[14]
  - 『滝の白糸』：石川さゆり
  - 『友禅流し』[6]：牧村三枝子
- 能登半島
  - 『能登半島』：石川さゆり
  - 『能登はいらんかいね』：坂本冬美
- 輪島市…『輪島朝市』：水森かおり

福井県
- 小浜市…『若狭の宿』：牧村三枝子[15]
- 越前町…『越前岬』：川中美幸

長野県
- 信濃川（千曲川）…『千曲川』：五木ひろし
- 佐久市・内山峡… 『コスモス街道』：狩人
- 伊那市・高遠町…『高遠 さくら路』：水森かおり
- 中央本線沿線…『あずさ2号』：狩人

山梨県
- 甲府市…『武田節』三橋美智也

静岡県
- 熱海市…『熱海の夜』：箱崎晋一朗
- 天城山…『天城越え』：石川さゆり
- 大井川…『大井追っかけ音次郎』：氷川きよし

愛知県
- 名古屋市
  - 『おひさしぶりだねナゴヤ』：さとう宗幸と芹洋子[16]
  - 『名古屋船唄』：田端義夫
  - 『名古屋はええよ!やっとかめ』：つボイノリオ
  - 『今池音頭』：ザ・ピーナッツ
  - 『名古屋トワイライト』：青木さやか
  - 『白い街』：石原裕次郎
  - 『みんな名古屋で』：チェリッシュ
  - 『名古屋ブギー』：笠置シヅ子
  - 『名古屋ブルース』：真咲よう子[17]
  - 『名古屋のひとよ』：真咲よう子[17]
  - 『大須慕情』：真咲よう子[17]
  - 『ふれあい』：伍代夏子
- 弥富市…『近所の金魚は弥富のきんちゃん』：近藤久美子

岐阜県
- 『グルグルぎふグルメ』：小島勇司
- 恵那市
  - 『女城主・笹百合の花』：米倉ますみ
  - 『恵那峡ロマンス』：若菊
  - 『木曽川物語』：若菊
- 岐阜市・柳ヶ瀬
  - 『柳ヶ瀬ブルース』：美川憲一[18]
  - 『39やなな』：石田洋介
  - 『柳ヶ瀬ルンバ』：近藤久美子
- 長良川・岐阜市
  - 『長良川艶歌』：五木ひろし[19]
  - 『長良川悲恋』：大城バネサ[19]
  - 『ひとり長良川』：水森かおり
- 郡上市
  - 『郡上おどり』：三門順子
  - 『郡上八幡おんな町』：永井裕子
  - 『郡上しぐれて』：津吹みゆ
  - 『郡上（ぐじょう）の詩』：石原詢子
- 下呂市…『さらば下呂温泉』：ロス・プリモス
- 高山市・飛騨地方
  - 『奥飛騨慕情』：竜鉄也
  - 『さるぼぼ☆サルサ』：近藤久美子
  - 『飛騨の龍』：鳥羽一郎
  - 『飛騨の月』：原田悠里
  - 『飛騨の吊り橋』：山口百恵
  - 『奥飛騨縁歌』：香田晋
  - 『雨の奥飛騨路』：西方裕之
  - 『飛騨の恋文』：多岐川舞子
  - 『奥飛騨★星の宿』：城之内早苗
  - 『奥飛騨慕情』：大川栄策
  - 『奥飛騨慕情』：美空ひばり
  - 『飛騨の恋唱』：水田竜子
  - 『落日の風』：THE ALFEE
- 高山市
  - 『薬物はやめろ』：SHO
  - 『飛騨の高山』：水森かおり
  - 『しぐれ高山』：葵かを里
  - 『哀愁の高山』：竜鉄也
  - 『青高山』：テレサ・テン
  - 『高山の夜』：しいの実
  - 『母の高山子守唄』：吉幾三
  - 『高山本線』：池田輝郎
  - 『私の一番綺麗だった頃〜白線流し〜』：神野美伽
- 土岐市…『土岐音頭』：市丸・三浦洸一
- 中津川市…『よろしく な・か・つ・が・わ』：なかむらまさみ

### 近畿地方
三重県
- いなべ市…『やさしい風が吹く街で』：近藤久美子
- 伊賀市（旧：上野市）…『上野市』西岡たかし
- 伊勢市…『伊勢めぐり』水森かおり

滋賀県
- 長浜市…『LONG BEACH LOVE』：YUKA

京都府
- 京都市
  - 『女ひとり』：デューク・エイセス[2]
  - 『京都の夜』：愛田健二
  - 『京都の恋』：ザ・ベンチャーズ、渚ゆう子
  - 『京都慕情』：ザ・ベンチャーズ、渚ゆう子
  - 『京都物語』：原由子
  - 『なのにあなたは京都へゆくの』：チェリッシュ
  - 『京のにわか雨』：小柳ルミ子、今陽子
- 宇治市…『宇治川哀歌』：香西かおり[20]

大阪府
- 『河内のオッサンの唄』ミス花子
- 『河内おとこ節』：中村美津子
- 浪花…『浪花恋しぐれ』：都はるみ&岡千秋
- 大阪市
  - 『大阪しぐれ』：都はるみ
  - 『大阪で生まれた女』：萩原健一、BORO
  - 『悲しい色やね』：上田正樹
  - 『大阪ブルース』：青江三奈
  - 『大阪女のブルース』：藤圭子（さいはての女 収録）
  - 御堂筋…『雨の御堂筋』：ザ・ベンチャーズ、欧陽菲菲
  - 宗右衛門町…『宗右衛門町ブルース』：平和勝治とダーク・ホース

兵庫県
- 神戸市
  - 『そして、神戸』：内山田洋とクール・ファイブ
  - 『霧にぬれても』：紙ふうせん
- 宝塚市…『すみれの花咲く頃』：天津乙女&門田芦子、他宝塚歌劇団生徒達
- 阪神甲子園球場（西宮市）
  - 『阪神タイガースの歌』（六甲おろし）
  - 『栄冠は君に輝く』：伊藤久男など
  - 『今ありて』：谷村新司

奈良県
- 大和路…『大和路の恋』：水森かおり
- 奈良公園…『奈良の春日野』：吉永小百合
- 斑鳩町…『旅愁〜斑鳩にて〜』：布施明

和歌山県
- 熊野古道…『熊野古道』：水森かおり
- 和歌山市…『和歌山ブルース』：古都清乃

### 中国地方
- 瀬戸内海…『瀬戸の花嫁』：小柳ルミ子

広島県
- 廿日市市・厳島…『安芸の宮島』：水森かおり
- 尾道市…『尾道の女』[21]：北島三郎[22]

鳥取県
- 鳥取市…『砂になりたい』：石川さゆり
- 鳥取砂丘…『鳥取砂丘』：水森かおり[4]

島根県
- 『島根恋旅』：水森かおり
- 津和野町…『津和野ひとり』：森昌子

山口県
- 下関市…『早鞆ノ瀬戸』：水森かおり

### 四国地方
香川県
- 小豆島… 『雨の小豆島』：伊藤君子[23]
- 土庄港… 『波止場しぐれ』：石川さゆり

徳島県
- 鳴門市…『鳴門海峡』：伍代夏子
- 高知県
- 『暖流』：石川さゆり
- 『南国土佐を後にして』：ペギー葉山
- 須崎市…『すきすきすさき しんじょう君のうた』：石田洋介

愛媛県
- 大洲市
  - 『肱川あらし』：伍代夏子[24]
  - 『赤い橋』：塩乃華織[24]

### 九州地方
- 『火の国小唄』：藤圭子（JRT-21）

福岡県
- 北九州市
  - 玄界灘…『玄海ブルース』：田端義夫
  - 小倉…『無法松の一生』：村田英雄
  - 小倉…『あばれ太鼓』：坂本冬美
  - 小倉…『くるくるロックンロール』：近藤久美子
- 福岡市
  - 『サチコ』：ニック・ニューサ
  - 博多
    - 『博多ブルース』：西田佐知子
    - 『博多みれん』：野口五郎
    - 『みちゆき博多発』：石川さゆり

佐賀県
- 『佐賀県』：はなわ
- 有明海…『ガタゴロウR&R』：石田洋介

長崎県
- 長崎市
  - 『長崎物語』：由利あけみ
  - 『長崎の鐘』：藤山一郎
  - 『長崎のザボン売り』：小畑実
  - 『長崎の女』：春日八郎
  - 『長崎ブルース』：青江三奈
  - 『長崎は今日も雨だった』：内山田洋とクール・ファイブ[25]
  - 『思案橋ブルース』：中井昭・高橋勝とコロラティーノ[25]
  - 『長崎の夜はむらさき』：瀬川映子
  - 『精霊流し』：グレープ
  - 『おもいでの長崎』：いしだあゆみ
  - 『長崎みれん』：美川憲一

熊本県
- - 『火の国へ』：石川さゆり
  - 『火の国の女』：坂本冬美

宮崎県
- 『フェニックス・ハネムーン』：デューク・エイセス

鹿児島県
- 『ひとり薩摩路』：水森かおり
- 鹿児島市
  - 『薩摩の女』：北島三郎
  - 『夏休み』：吉田拓郎
- 奄美大島
  - 『島育ち』：田端義夫
  - 『島のブルース』：三沢あけみ&和田弘とマヒナスターズ
- 与論島…『与論島慕情』：友ひとみ・川畑兄弟

### 沖縄地方
- 『さとうきび畑』：田代美代子、ちあきなおみ、森山良子 他
- 『ハイサイおじさん』：喜納昌吉&チャンプルーズ
- 『島唄』：THE BOOM
- 『島人ぬ宝』：BEGIN
- 『涙そうそう』：森山良子、夏川りみ
- 『星の砂』：小柳ルミ子、ヒデとロザンナ
- 『沖縄』：サイプレス上野とロベルト吉野

### 全国各地
- 日本全般
  - 『われらの日本』：東京音楽学校・武蔵野音楽学校・国立音楽学校各学生、柴田睦陸
  - 『これで日本も安心だ』：ハナ肇とクレージーキャッツ
  - 『侍ニッポン』：徳山璉、沢田研二[注 1]
  - 『Samurai Nippon』：朱里エイコ
  - 『生キ残レ少年少女』：野坂昭如
  - 『日本国憲法前文』：きたがわてつ
  - 『我が窮状』：沢田研二
  - 『二十四条知ってるかい』：守屋浩
  - 『遠い世界に』：五つの赤い風船
  - 『世界の国からこんにちは』：三波春夫
  - 広島市・長崎市・沖縄…『石笛のうた』：喜納昌吉&チャンプルーズ
  - 『ふりむかないで』：ハニー・ナイツ
  - 『ジャパンパン〜日本全国地元化計画〜』：C&K
  - 『世の中わからない節』：B&B
  - 『公害ブルース』：アプリコット
  - 『盛り場ブルース』：森進一、和田弘とマヒナスターズ
  - 『新盛り場ブルース』：里見洋と一番星
  - 『全国縦断追っかけのブルース』：ハナ肇とクレージーキャッツ
  - 『日本の旅』：はしだのりひことシューベルツ
  - 『日本列島どっこいしょ』：堀江美都子
  - 『日本全国酒飲み音頭』：バラクーダ
  - 『パイノパイノ日本』：植木等[注 2]
  - 『ロックンロール県庁所在地』：森高千里* 『Made in Japan』：近藤真彦
  - 『Made in Japan』：Buck Owens、David Ball、Stillwater
  - 『Made in Japan』：Dave Rodgers
  - 『Made in Japan』：The Great Kat
  - 『Made in Japan』：John Entwistle
  - 『The Japanese Sandman』：Nora Bayes, Paul Whiteman and His Ambassador Orchestra, Charlie and his Orchestra, Art Hickman and His Orchestra, Benny Goodman and His Orchestra, Bix Beiderbecke, Artie Shaw and His Orchestra, Earl Hines and His Orchestra, Paul Young, Alice Faye, Django Reinhardt, The Andrews Sisters, Freddy Gardner, Freddy Sunder Big Band, Vince Giordano and his Nighthawks Orchestra, Connee Boswell and the Original Memphis Five, Daryl Sherman, Earl Hines
  - 『AMBITIOUS JAPAN!』：TOKIO
  - 『RANG TANG DING DONG（I AM A JAPANESE SANDMAN）』：The Cellos, Chuck Miller, Ray Stevens, The Masked Marauders
- 日本海沿岸
  - 『哀しみ本線日本海』：森昌子
  - 『日本海』：狩人、八代亜紀、二宮直樹
- （津軽）海峡・函館市・宮古市・釜石市・気仙沼市・三崎・焼津市・御前崎市・高知市・八幡浜市・別府市・長崎市・枕崎市・桜島・鹿児島市…『港町ブルース』：森進一
- 釧路市・新潟市・東京都・沖縄県…『日本列島・みなと町』：青江三奈
- 函館市・小樽市・苫小牧市・留萌市・滝川市・稚内市・つがる市・八戸市・大湊…『風雪ながれ旅』：北島三郎
- 札幌市・大阪市・長崎市…『中の島ブルース』：秋庭豊とアローナイツ、内山田洋とクール・ファイブ
- 函館港・長崎港・横浜港・塩釜港・青森港・佐渡島…『女の港』：大月みやこ
- 群馬県赤城山・千葉県大利根河原・三重県荒神山観音寺…『めんどうみたョ』：ハナ肇とクレージーキャッツ
- 横浜市・神戸市…『泣いてみりゃいいじゃん』：近藤真彦
- 京都市・金沢市… 『泣きぬれてひとり旅』：小柳ルミ子
- 京都市・福岡市…『京都から博多まで』：藤圭子
- 長崎市・大和路・瀬戸内…『春一輪』：石川さゆり
- 広島市・長崎市
  - 『Hiroshima Nagasaki Russian Roulette』：Moving Hearts
  - 『グラウンドZERO』：白竜
  - 『ピカドンの詩』：石橋凌

## 日本国外の主な「ご当地ソング」

### アジア
- 『アジアの純真』：PUFFY
- 『モンスーン・アジアの葦の舟』：森田クラブ
- 『アジアの片隅で』：吉田拓郎
- 『チンライ節』：樋口静雄、郭大誠（『流浪魔術師』の題名でカヴァー）
- 『八十日間亜州一周』：上々颱風
- 『北帰行』：小林旭、ボニー・ジャックス（もともとは旧制旅順高等学校の愛唱歌だった）
- 『流浪の旅』：東海林太郎、鶴田浩二
- 『EAST ASIA』：中島みゆき

アラビア
- 『アラビヤの唄』：二村定一、石田一松、榎本健一、藤山一郎、川畑文子、徳山璉、糸井光弥、東八重子（繪島千歌子）、広瀬アリス、その他。

（アメリカ映画『受難者（The Garden of Allah）』主題歌のカヴァー）
- 『コーヒー・ルンバ（Moliendo Café）』 ：Hugo Blanco、西田佐知子、ザ・ピーナッツ、フリオ・イグレシアス、国実百合、Logic System、荻野目洋子、井上陽水、伴都美子、ピンクジャムプリンセス

タクラマカン砂漠
- 『タクラマカン』：高島忠夫（東宝『君も出世ができる』挿入歌）
- 『タクラマカン』：佐井好子

ヒマラヤ山脈
- 『狂気山脈』：人間椅子

モンゴル
- 『蒙古放浪歌』：鶴田浩二、アイ・ジョージ、加藤登紀子
- 『ジンギスカン』：ジンギスカン（Genghis Khan）

オホーツク海
- 『蟹工船』：村田英雄

韓国
- ソウル特別市江南区 … 『江南スタイル』：PSY
- 釜山（プサン）…『釜山港へ帰れ』：チョー・ヨンピル（趙容弼）、渥美二郎他
- 大田（テジョン）…『大田ブルース』：チョー・ヨンピル、李成愛、青江三奈他
- 珍島…『珍島物語』：天童よしみ
- 光州（クァンジュ）…『光州City』：白竜

北朝鮮
- 『あこがれの北朝鮮』：タイマーズ、忌野清志郎
- 『イムジン河（림진강）』：ザ・フォーク・クルセダーズ、他
- 『いってる北朝鮮』：月亭可朝

中国
- 『シナの夜』[注 3]：渡辺はま子、姚莉（『春的夢』の題名でカヴァー）、グレイス雨宮（『China Noghts』）ミヨシ・ウメキ（Miyoshi Umeki）（『China Nights』）、Dick Curless（『China Nights』の題名でカヴァー）その他。
- 『何日君再来（いつの日君帰る、When Will You Return）』：周璇、黎莉莉、松平晃、渡辺はま子、李香蘭（山口淑子）、夏目芙美子、テレサ・テン（鄧麗君）、その他。（中国映画『三星伴月』挿入歌）[注 4]
- 中国
- 『万里の河』：チャゲ&飛鳥
- 無錫市…『無錫旅情』：尾形大作[26]* 大連市…『大連の街から』：尾形大作
- 大連市…『アカシア慕情』：ジュディ・オング（翁倩玉）、小柳ルミ子
- 旅順口区…『水師営の会見』：ボニー・ジャックス
- 満洲里市…『雪の満州里』：ディック・ミネ[注 5]
- 東北部
  - 『馬賊の唄』：鳥取春陽、金子潔、アイ・ジョージ
  - 『満州の丘に立ちて（На сопках Маньчжурии）』：Центральный военный оркестр Министерства обороны России（ロシア国防軍軍楽隊）,  Иван Семёнович Козловский,  Дмитрий Александрович  Хворостовский, その他。加藤登紀子（『満州の丘に立ちて』の題名でカヴァー）, Viljo Vesterinen, Laila Kinnunen, The Sounds, Veikko Ahvenainen, The Mustangs, Agents（『Mandschurian Beat（Mantsurian kukkulat）』の題名でカヴァー）, The Ventures, The Spotnicks （『Manchurian Beat』の題名でカヴァー）, 梶原マチ子、小山ルミ、欧陽菲菲、津々井まり、フラワー・メグ、池玲子、ザ・ピーナッツ、アン・ルイス、麻丘めぐみ、山村貴子、寺内タケシとブルージーンズ、入江ゆみ、ラブ・ストーリー、長瀬晴美、多羅尾伴内楽團（大瀧詠一）、渚ゆう子、ヒットパレーズ（いずれも『さすらいのギター』の題名でカヴァー）[注 6]
  - 『緑の地平線』：楠木繁夫
  - 『満州娘（満洲姑娘）』：服部富子、李香蘭、方怡萍（『郷村小姑娘』の題名で中国語カヴァー）
  - 『国境の町』：東海林太郎、詹雅雯（『難忘的故郷』の題名でカヴァー）
- 北京市
  - 『北京で朝食を』：佐藤隆
  - 『北京の55日（55 Days at Peking）』：The Brothers Four、デューク・エイセス、克美しげる
  - 『北京まで2000キロ』：ザ3にん3トリオ
- 上海市
  - 『ウェルカム上海』：吉田日出子（オンシアター自由劇場公演『上海バンスキング』劇中歌）
  - 『グッバイ上海』：中山ラビ
  - 『上海は夜の6時』：PANDA 1/2
  - 『上海倶楽部』：松田聖子
  - 『上海ラヴソング』：松田聖子
  - 『なぜか上海』：井上陽水
  - 『上海ブルース』：ディック・ミネ
  - 『上海リル（Shanghai Lil）』：James Cagney、唄川幸子、川畑文子、ディック・ミネ、江戸川蘭子、ユージニー・宮下（アメリカ映画『Footlight Parade』主題歌のカヴァー曲）
  - 『上海帰りのリル』：津村謙、根津甚八（『上海リル』のアンサー・ソング）、文夏（『上海歸來的莉露』の題名でカヴァー）
  - 『上海の風』：中澤ゆうこ
  - 『上海慕情exotica』：大沢逸美
  - 『上海夜曲』：田村ゆかり
  - 『上海夜曲』：藤山一郎（上記とは別の曲）
  - 『上海の街角で』：東海林太郎、江蕙（『深情難捨』の題名でカヴァー）、謝莉婷（『情問天』の題名でカヴァー）、鳳飛飛（『深情難忘』の題名でカヴァー）
  - 『さらば上海』：関種子、李香蘭（山口淑子）
  - 『チャイナ・タンゴ』：中野忠晴、姚莉（『留戀』の題名でカヴァー）、劉福助（『吃頭路人』の題名でカヴァー）
  - 『上海の花売娘』：岡晴夫、紀露霞（『台北賣花姑娘』の題名でカヴァー）
- 広東省…『広東の花売娘』：岡晴夫、文夏（『基隆的賣花姑娘』の題名でカヴァー）
- 南京市
  - 『南京の花売娘』：岡晴夫、文夏（『台南的賣花姑娘』の題名でカヴァー）
  - 『姑娘可愛いや』：岸井明&平井英子（Xavier Cugat「Chino Soy」のカヴァー曲）
  - 『不要哭啊!南京』：作曲・譚盾、歌・上海長寧区少年合唱団
- 蘇州市…『蘇州夜曲』：李香蘭（山口淑子）、白虹、白冰冰
- 太湖…『夢の太湖船』：李香蘭（山口淑子）、胡美芳
- 香港
  - 『香港』：テレサ・テン（鄧麗君）
  - 『香港』：森高千里
  - 『香港の夜（香港之夜）』：テレサ・テン（鄧麗君）
- 台湾
  - 『南の花嫁さん』[注 7]：高峰三枝子、鄧麗君（『幾度花落時』の題名でカヴァー）、龍千玉（『你是阮愛的人』の題名でカヴァー）
  - 『蕃社（やま）の娘（蕃社姑娘）』[注 8]：佐塚佐和子（サワ・サツカ）、薇莉（『我是山地小姑娘』の題名でカヴァー）、文夏（『十八姑娘』の題名でカヴァー）、劉韻、鄧麗君（『姑娘十八一朶花』の題名でカヴァー）、陳寶珠・呂奇（『姑娘十八似花嬌』の題名でカヴァー）、Sofia Källgren（『Secret Place』の題名でカヴァー）
  - 『サヨンの鐘（莎韻之鐘）』：渡辺はま子、李香蘭、澎恰恰（『莎詠』の題名でカヴァー）
  - 台北市
    - 『台北下了雪』：徐若瑄（ビビアン・スー）
    - 『台北の夜』：テレサ・テン（鄧麗君）、高向鵬・方怡萍（『台北雨夜情』の題名でカヴァー）

ベトナム
- 『1968』：加藤登紀子
- 『ベトナムの空』：高石ともや
- 『ホー・チ・ミンのバラード（The Ballad of Ho Chi Minh、Bài Ca Hồ Chí Minh）』：Ewan MacColl、Quang Hưng、高石ともや
- ハノイ…『ハノイの雨』：高倉健

フィリピン
- 『あゝモンテンルパの夜は更けて』：渡辺はま子

シンガポール
- 『シンガポール・ナイト』：桜田淳子
- 『生意気』：中山美穂

インド
- 『ラジャ・マハラジャー』：戸川純・東京放送児童合唱団他
- 『ベナレスの車引き』：河島英五
- 『悲しきマングース』：田中星児

インド・パキスタン
- 『ガンダーラ』：ゴダイゴ

ネパール・カトマンズ
- 『（カミング・トゥゲザー・イン）カトマンズ』：ゴダイゴ

インドネシア
- 『スラバヤ通りの妹へ』：松任谷由実
- ジャワ島
  - 『ジャワのマンゴ売り』：灰田勝彦・大谷冽子
  - 『ジャワの焼鳥売り』：宮城まり子

インドネシア・ジャカルタ
- 『ジャカルタ音頭』Projkt H2＜プロジェクトハードゥア＞（Ninja Hattori/Kazu Hayashi） 2006年発表 、インドネシア庶民ジャンル「ダンドゥット」でアレンジされた「ダンドゥットミックス」も2012年に発表。

サマルカンド
- 『サマルカンド・ブルー』：吉田拓郎

トルコ
- 『土耳古行進曲』：小沢昭一 & 西六郷少年少女合唱団[注 9]
- 『トルコ行進曲』：由紀さおり & 安田祥子、小柳ルミ子（上記とは別の曲）

トルコ・イスタンブール
- 『飛んでイスタンブール』：庄野真代

アフガニスタン
- 『静かなるアフガン』：長渕剛

イラン
- 『ペルシャの涙』：原真祐美
- 『夢伝説 ＜ペルシャン・ブルー＞』：高田みづえ

### アフリカ
- 『アフリカ大陸美少女紀行』：山本正之
- 『ホネホネ・ロック』：子門真人
- 『金曜日のライオン』：TM NETWORK
- 『AFRICA』：TOTO、TRUE KiSS DESTiNATiON

コートジボワール
- 『象牙海岸』：竹内まりや

喜望峰
- 『喜望峰』：寺尾聰

ナイロビ・ヴィクトリア湖・キリマンジャロ
- 『風に立つライオン』：さだまさし

アルジェリア
- 『カスバの女』：エト邦枝

エジプト
- 『アラブの嵐』：石原裕次郎
- ナイル川…『Nile in Blue』：菊池桃子

サハラ砂漠・ナイル川
- 『SAND BEIGE -砂漠へ-』：中森明菜

マダガスカル
- 『アイアイ』：中川順子

セイシェル
- 『セイシェルの夕陽』：松田聖子

モロッコ
- マラケシュ…『Marrakech』：松田聖子

### ヨーロッパ
アルプス山脈…『アルプスの少女』：麻丘めぐみ
エーゲ海
- - 『魅せられて』：ジュディ・オング
  - 『エーゲ海に抱かれて』：飯田圭織

イギリス
- ロンドン
  - 『シャーロック・ホームズとワトソン博士』：谷啓
  - 『ロンドン急行』：井上陽水、かまやつひろし
  - 『ロンドン橋落ちた』：マザー・グース（童謡）

フランス
- パリ
  - シャンゼリゼ通り…『オー・シャンゼリゼ』：ダニエル・ビダル、越路吹雪他
  - オペラ座…『愛してモナムール』：岩崎良美
  - 『巴里にひとり（Mon Amour Je Viens Du Bout Du Monde）』：沢田研二
  - 『フランシーヌの場合』：新谷のり子
  - 『パリ野郎（Paris Canaille）』：越路吹雪、Catherine Sauvage
  - 『シャンゼリゼの夜』：ピーター
  - 『12月のパリ』：松原みき

ドーヴァー海峡
- 『ア・ビアント』：森高千里

モナコ・モンテカルロ
- 『モンテカルロで乾杯』：庄野真代

イタリア
- リグーリア海岸…『冬のリヴィエラ』：森進一
- コルシカ島…『Vacance』：岩崎良美
- シシリア島…『しゃれこうべと大砲（Vitti na crozza supra nu cannuni）』：Domenico Modugno、ダーク・ダックス、ボニー・ジャックス（イタリア映画『Il cammino della speranza』主題歌）[注 10]
- ローマ…『ローマの雨』：ザ・ピーナッツ

イタリア・コート・ダジュール
- 『コートダジュールで逢いましょう』：高橋由美子

スペイン
- マドリード…『スペインの雨』： 小柳ルミ子
- バルセロナ
  - 『地中海の感傷』：松任谷由実
  - 『リラの咲くころバルセロナへ』：光GENJI
- アンダルシア州…『アンダルシアに憧れて』：真島昌利、近藤真彦
- カナリア諸島…『カナリア諸島にて』：大瀧詠一
- イビサ島…『イビサガール』：NMB48
- コルドバ…『コルドバの踊り子』：杏里
- バレンシア…『白い夏バレンシア』：THE ALFEE

チェコ・プラハ
- 『プラハの女』：島谷ひとみ

ドイツ・ベルリン
- 『壁の向こうのFreedom』：THE ALFEE

ドイツ
- 『爆殺少女舞一号』：筋肉少女帯

ギリシャ
- 『桃色吐息』：髙橋真梨子
- 『ギリシャの唄』：荒木一郎

デンマーク
- コペンハーゲン…『白い夜』：松田聖子

ノルウェー
- 『フィヨルドの少女』：大瀧詠一

スウェーデン
- 『スエーデンの城』：岸洋子（フランス映画『スエーデンの城』主題歌のカヴァー曲）

フィンランド
- 『フィンランド』：谷山浩子

ポーランド
- ワルシャワ…『ワルシャワの幻想』：ザ・スターリン

ソビエト連邦（現：ロシア）
- シベリア鉄道…『さらばシベリア鉄道』：太田裕美、大瀧詠一、小林旭（「アキラのさらばシベリア鉄道」）
- シベリア
  - 『異国の丘』：竹山逸郎&中村耕造
  - 『あゝ陽が沈む地平線』：霧島昇
  - 『シベリヤ・エレジー』：伊藤久男
  - 『遠いあの日のカラガンダ』：塩まさる
  - 『ハバロフスク小唄』：近江俊郎&中村耕造、林伊佐緒（『東京パレード』の替え歌）
  - 『雪のラーゲル』：林伊佐緒
- サハリン
  - 『サガレン小唄』：三沢あけみ
  - 『サハリンの空は遠く』：高英男
  - 『サハリンの灯は消えず』：ザ・ジェノバ
  - 『いとしのドーチカ』：ザ・ジェノバ
  - 『さらばサハリン』：ザ・ジェノバ
- モスクワ
  - 『めざせモスクワ』：ダーク・ダックス、バオバブ・シンガーズ[注 11]（原曲はジンギスカンの『Moskau』）
  - 『哀しみのスパイ』：小林麻美
  - 『モスクワ郊外の夕べ（モスクワの夜は更けて、Подмосковные вечера、Moscow Nights、Midnight in Moscow）』：Владимир Трошин、Kenny Ball and his Jazzmen、ボニー・ジャックス、ダーク・ダックス、フランク永井、ザ・ピーナッツ、加藤登紀子、倍賞千恵子
- バイカル湖…『恋のバイカル』：梢みわ
- ヴォルガ川
  - 『ヴォルガの舟歌（Эй, ухнем, The Song of the Volga Boatmen）』：Фёдор Иванович Шаляпин, Леонид Михайлович Харитонов или Ансамбль Александрова, Paul Robeson, Glenn Miller and His Orchestra, 二村定一, ダーク・ダックス, ボニー・ジャックス
  - 『愛は流れるヴォルガのように』：じゅんマリ[注 12]
- ウクライナ
  - チェルノブイリ
    - 『チェルノブイリ』：THE BLUE HEARTS
    - 『去る四月の二十六日』：ヤプーズ
- カムチャツカ半島…『北緯五十度』：細川たかし

### 北極圏
- 『白夜 -byaku-ya-』：THE ALFEE
- 『Auroraの少女』：芳本美代子
- 『熱き心に』：小林旭
- 『さすらいの唄』：松井須磨子、佐藤千夜子、美空ひばり
- 『幸徳秋水を弔う革命歌（ギロチンの歌）』：土取利行
- 『北極を探しに』：ZABADAK
- 『北極光の下』：二村定一

### 南極
- 『南極にいこう』：新沢としひこ
- 『南極観測隊の歌』：藤山一郎
- 『氷海越えて』：若山彰
- 『愛のオーロラ』：荻野目慶子

### 北アメリカ
カナダ
- 『カナダからの手紙』：平尾昌晃・畑中葉子

アメリカ
- 『アメリカン・フィーリング』：サーカス
- 『思いきりアメリカン』：杏里
- 『Song for U.S.A.』：チェッカーズ
- 『アメリカ爆撃』：コロムビア男声合唱団
- 『アメリカでは』：雪村いずみ・益田喜頓・フランキー堺（東宝『君も出世ができる』挿入歌）
- 『アメリカちゃん』：岡林信康
- 『コカコーラ小唄』：野坂昭如
- アラスカ州…『アラスカ魂』Johnny Horton、伊藤素道とリリオ・リズム・エアーズ
- アリューシャン列島…『アリューシャン小唄』：三沢あけみ
- オレゴン州…『オレゴンから愛』：さだまさし
- テキサス州
  - 『TEXAS KID』：THE SQUARE
  - 『薔薇とピストル』：松田聖子
- カリフォルニア州
  - ロサンゼルス…『California roll』：クレイジーケンバンド
  - サンタモニカ…『サンタモニカの風』：桜田淳子
  - ハリウッド
    - 『涙のハリウッド』：河合奈保子
    - 『ハリウッド・ロマンス』柏原芳恵

  - サンタ・カタリナ島…『サンタ・カタリナ島にて』：伊藤銀次
  - サンフランシスコ
    - 『桑港のチャイナ街』：渡辺はま子
    - 『サンフランシスコの女』：ザ・ピーナッツ
    - 『夕映えのサンフランシスコ』：じゅんマリ
- ウエストバージニア州…『故郷へかえりたい』：ジョン・デンバー
- ナイアガラの滝…『ナイアガラ音頭』：布谷文夫
- ニューヨーク州
  - 『ニューヨーク・バラード』：尾崎紀世彦
  - ニューヨーク
    - 『ニューヨーク・コンフィデンシャル』：加藤和彦
    - 『パープルタウン 〜You Oughta Know By Now〜』：八神純子
    - 『雨のNew York』：欧陽菲菲

  - コニー・アイランド…『雨のコニー・アイランド』：松田聖子
  - マンハッタン
    - 『マンハッタンでブレックファスト』：松田聖子
    - 『Manhattan Wind』：松原みき
    - 『マンハッタン・キス』：竹内まりや
- フロリダ州・マイアミ…『マイアミ午前5時』：松田聖子
- テネシー州…『テネシー・ワルツ（Tennessee Waltz）』：Patti Page、江利チエミ、エト邦枝
- ミネソタ州…『ミネソタの卵売り』：暁テル子
- ルイジアナ州
  - 『ルイジアナ・ママ（Louisiana Mama）』：Gene Pitney、飯田久彦、藤木孝、弘田三枝子
  - ニューオーリンズ…『朝日のあたる家（朝日楼・The House of the Rising Sun）』：Josh White、Libby Holman、Joan Baez、The Animals、Frijid Pink、浅川マキ、ちあきなおみ、内田裕也、その他。
- ワシントンD.C.…『ワシントン広場の夜は更けて（Washington Square）』：The Village Stompers、ダニー飯田とパラダイスキング、ダーク・ダックス、ボニー・ジャックス、憂歌団、夏木マリ
- ネバダ州・ラスベガス…『ハロー・ラスベガス〜金だ金だよ』：ハナ肇とクレージーキャッツ（東宝『クレージー黄金作戦』挿入歌）

### 南アメリカ
カリブ海
- 『ハリケーン・ドロシー』：細野晴臣
- 『カリブへ行きたい』：南野陽子

マルティニーク
- 『Martinique の海風』：今井美樹

ブラジル
- リオ・デ・ジャネイロ…『ミ・アモーレ』：中森明菜
- 『ブラジル音頭』：殿様キングス
- アンデス山脈…『コンドルは飛んでゆく』：越路吹雪他
- アマゾン川…『DRAGON THE FESTIVAL』：TM NETWORK

キューバ
- 『南京豆売り（El Manisero,The Peanut Vendor）』：Don Azpiazú and his Havana Casino Orchestra、 Antonio Machín with the Cuarteto Machín、鉄仮面（作間毅）[注 13]&小関ローイ・ジャズ・バンド（『南京豆売り』）、田中福夫（『南京豆売りThe Peanut Vendor』）、川畑文子（『キューバの豆売り』）、ディック・ミネ（『南京豆売り』）、榎本健一（『エノケンの南京豆売り』）、ザ・ピーナッツ
- ハバナ…『HABANA EXPRESS』：寺尾聡

エルサルバドル
- サン・サルバドル…『サン・サルヴァドール（SAN SALVADOR）』：加藤和彦

南アメリカ
- ガイアナ…『ジョージタウン（GEORGETOWN）』：加藤和彦

メキシコ
- 『鬼太郎メキシコオリンピック・マーチ』：熊倉一雄
- 『Holiday in Acapulco』：松任谷由実
- 『恋のメキシカン・ロック』：橋幸夫

### ハワイ
- 『憧れのハワイ航路』：岡晴夫
- 『ボーイング747』：所ジョージ（初めでハワイに行く人の旅客機内での出来事を歌っている）
- 『どきどき旅行』：岩崎良美
- 『KAHARA（5000 KAHALA AVENUE HONOLULU，HAWAII）』：吉田拓郎
- 『ダイアモンド・ヘッド』：ザ・ベンチャーズ
- 『地獄のアロハ』：筋肉少女帯人間椅子[注 14]
- 『ハワイの夜』：鶴田浩二
- 『ハワイの若大将』：加山雄三（東宝映画『ハワイの若大将』挿入歌）
- 『ハワイ音頭』：殿様キングス
- 『Remember Pearl Harbor』：Sammy Kaye and His Orchestra

### オセアニア
ミクロネシア
- 『酋長の娘』：石田一松 、富田屋喜久治、中村慶子、新橋喜代三、（主な替え歌『アキラのラバさん』：小林旭[注 15]、『ドリフのラバさん』：ザ・ドリフターズ、『知波単のラバさん』）

ラバウル
- 『ラバウル小唄』

ニューカレドニア
- 『天国に一番近い島』：原田知世

サイパン島
- 『私がオバさんになっても』：森高千里

### 複数の場所
アメリカ・ドイツ・フランス・トルコ・アフリカ
- 『アメリカでは』：藤村有弘（『ひょっこりひょうたん島』挿入歌）

アメリカ・アラスカ、フランス・パリ、ノルウェー・オスロ、羽田空港
- 『世界を賭ける恋』：石原裕次郎（日活映画『世界を賭ける恋』主題歌）

## その他
- みうらじゅんと安斎肇のユニット「勝手に観光協会」は、勝手に各地の「ご当地ソング」を発表している[27]。
- 水森かおりは「ご当地ソングの女王」の異名を持っている[5][4][28]。
- 比喩的な表現として、議員が選挙区の利害を反映した議会質問をすることを「ご当地ソング」と称することがある[29][30]。

## CD
- ご当地ソング全曲集（オムニバス、Columbia Music Entertainment,inc.、2008年3月19日発売）[31]
- 決定盤 日本全国 県民のうた 大全集（オムニバス、日本コロムビア、2011年6月22日発売）[32]
- 「東京歌物語」　テイチクエンタテインメント　2010年8月25日発売 TECE-25932
- 「津軽歌物語」　テイチクエンタテインメント　2010年11月24日発売 TECE-25979
- 「大阪歌物語」　テイチクエンタテインメント　2010年12月1日発売 TECE-25980
- 「北海道歌物語」　テイチクエンタテインメント　2011年7月20日発売 TECE-3002
- 「みちのく歌物語」　テイチクエンタテインメント　2011年8月24日発売 TECE-3002